# László Kövér
László Kövér (* 29. prosince 1959 Pápa) je maďarský právník, politik, zakládající člen pravicové strany Fidesz a současný předseda maďarského parlamentu. Z výkonu této funkce byl oprávněn užívat kompetence hlavy státu po rezignaci prezidenta Pála Schmitta v období od 2. dubna 2012 až do 10. května 2012, kdy se úřadu oficiálně ujal nově zvolený prezident János Áder. Stejně tak mezi 26. únorem a 4. březnem 2024 poté, co na svou funkci rezignovala prezidentka Katalin Nováková a než se úřadu ujal nově zvolený prezident Tamás Sulyok.

## Biografie
Nejprve studoval na Türr István Gimnázium és Kollégium ve městě Pápa, poté nastoupil na Právnickou fakultu na Univerzitě Loránda Eötvöse v Budapešti, kterou absolvoval v roce 1986.
Kövér je ženatý a má dva syny (Vajk, Botond) a jednu dceru (Csenge).

## Politická kariéra
V roce 1988 se stal zakládajícím členem Fiatal Demokraták Szövetsége a byl zapojen do diskuze u Národního kulatého stolu, kde diskutovala vládní MSZMP s opozicí (MDF, Fidesz).
Od voleb 1990 je poslancem Zemského sněmu. V roce 1994 byl krátkou dobu předsedou parlamentní frakce Fidesz. V letech 1997 až 1999 byl místopředsedou strany, od roku 2000 jejím předsedou. Odstoupil roku 2001 a nahradil jej Zoltán Pokorni.
V první vládě Viktora Orbána zastával od 8. července 1998 do 3. května 2000 post ministra bez portfeje pro civílní tajné služby.
Po nástupu Pála Schmitta do funkce prezidenta republiky se László Kövér dne 6. srpna 2010 stal předsedou Zemského sněmu.
V červnu 2011 navštívil se svou delegací Prahu a setkal se s primátorem Bohuslavem Svobodou.
Dne 2. dubna 2012 rezignoval tehdejší prezident Pál Schmitt. Podle platného zákona pravomoci prezidenta v době neobsazení úřadu připadají na předsedu parlamentu. László Kövér se tedy stal prozatímním prezidentem Maďarska do 10. května 2012, kdy se úřadu oficiálně ujal nově zvolený prezident János Áder. Prozatímním prezidentem se opět stal 10. února 2024 po rezignaci dosavadní hlavy státu Katalin Novákové.

## Kontroverze
V prosinci roku 2015 řekl deníku Právo, že se Česká republika a Slovensko neměly nikdy stát součástí EU, jestliže mají zákony vycházející z kolektivní viny (myšleny Benešovy dekrety).